# Nasser Gemayel
Maroun Nasser Gemayel (ur. 6 stycznia 1951) – duchowny maronicki, w latach 2012-2024 ordynariusz Eparchii Matki Boskiej Libańskiej w Paryżu.

## Życiorys

### Prezbiterat
30 sierpnia 1981 otrzymał święcenia kapłańskie i został inkardynowany do archieparchii Antiljas. Pracował jako duszpasterz parafialny, był głównie proboszczem parafii św. Tekli w Masqua.

### Episkopat
21 lipca 2012 został mianowany przez Benedykta XVI ordynariuszem Eparchii Matki Boskiej Libańskiej w Paryżu. Sakry biskupiej udzielił mu 30 sierpnia 2012 patriarcha Béchara Boutros Raï.
29 maja 2024 papież Franciszek przyjął jego rezygnację złożoną ze względu na wiek. 